# Lithobates onca
Lithobates onca är en groddjursart som först beskrevs av Cope in Yarrow 1875.  Lithobates onca ingår i släktet Lithobates och familjen egentliga grodor. IUCN kategoriserar arten globalt som starkt hotad. Inga underarter finns listade i Catalogue of Life.